# GA文庫大獎
GA文庫大獎（日語：GA文庫大賞）是由SB創意舉辦的新人文学獎。於2008年2月15日開始第一回招募。分為前後期制。

## GA文庫大賞

### 得獎作品
斜字為未出版，（）内為出版書名，系列作有不同副標題時以獲獎作標題爲準。未有中文書名以日文原名表示。
| 回數              | 獎項            | 標題 （出版時標題）                                      | 作者 （出版時筆名）       | 其他                     |
| ----------------- | --------------- | -------------------------------------------------------- | ------------------------- | ------------------------ |
| 第1回 （2009年）  | 優秀賞          | （襲來！美少女邪神）                                     | 逢空万太                  | 尖端出版、测绘出版社代理 |
| 第1回 （2009年）  | 優秀賞          | （ ）                                                    | 月島雅也                  |                          |
| 第1回 （2009年）  | 編集部 特別賞   | （）                                                     | 海堂崇                    |                          |
| 第1回 （2009年）  | 獎勵賞          |                                                          | 葵東                      |                          |
| 第1回 （2009年）  | 獎勵賞          | （）                                                     | 淡群赤光 （あわむら赤光） |                          |
| 第1回 （2009年）  | 獎勵賞          | （）                                                     | 小松遊木                  |                          |
| 第1回 （2009年）  | 獎勵賞          | （）                                                     | 鳥羽徹                    |                          |
| 第1回 （2009年）  | 獎勵賞          |                                                          | 速水秋水                  |                          |
| 第1回 （2009年）  | 獎勵賞          | 月見月理解的偵探殺人                                     | 明月千里                  | 青文代理                 |
| 第1回 （2009年）  | 獎勵賞          | Elder of Peerless （理の守護神さま。 一．黒使の少女・龍方時雨）                                   | 十目一八                  |                          |
| 第1回 （2009年）  | 獎勵賞          | （幽靈什麼的我看不見！）                                 | 紫雪夜                    |                          |
| 第2回 （2010年）  | 優秀賞          | （舞星灑落的雷涅席庫爾）                                 | D （裕時悠示）            | 尖端、小多文化代理       |
| 第2回 （2010年）  | 優秀賞          | （断罪のイクシード -白き魔女は放課後とともに-）          | 弐乃りくと （海空陆）     | 新星出版社代理           |
| 第2回 （2010年）  | 獎勵賞          | 家庭從今天開始（） （妹妹x殺手x宅配便）                  | 九辺ケンジ                | 尖端出版社代理           |
| 第2回 （2010年）  | 獎勵賞          | （）                                                     | 冬木冬樹                  |                          |
| 第3回 （2011年）  | 優秀賞          | Happy Death Day                                          | 望公太                    |                          |
| 第3回 （2011年）  | 獎勵賞          | （鬼靈精事件簿!）                                        | 夏希のたね                | 青文出版社代理           |
| 第3回 （2011年）  | 獎勵賞          | （）                                                     | 中谷栄太                  |                          |
| 第3回 （2011年）  | 獎勵賞          |                                                          | HINEKO （火海坂猫）       |                          |
| 第3回 （2011年）  | 獎勵賞          | ()                                                       | 笠原曠野                  |                          |
| 第3回 （2011年）  | 獎勵賞          | （）                                                     | 初美陽一                  |                          |
| 第3回 （2011年）  | 獎勵賞          |                                                          | 森田陽一                  |                          |
| 第3回 （2011年）  | 期待賞          | （）                                                     | 高木幸一                  |                          |
| 第3回 （2011年）  | 期待賞          |                                                          | すーた                    |                          |
| 第3回 （2011年）  | 期待賞          | （）                                                     | 花花まろん                |                          |
| 第3回 （2011年）  | 期待賞          |                                                          | 九守紳次                  |                          |
| 第4回 （2012年）  | 大賞            | （在地下城尋求邂逅是否搞錯了什麼）                       | 大森藤野                  | 青文出版社代理           |
| 第4回 （2012年）  | 優秀賞          | （我家的食客掌握全世界！）                               | 七条剛                    | 尖端出版社代理           |
| 第4回 （2012年）  | 獎勵賞          | （）                                                     | 長物守                    |                          |
| 第4回 （2012年）  | 獎勵賞          |                                                          | 葉月双                    |                          |
| 第4回 （2012年）  | 獎勵賞          | （）                                                     | 一之瀬六樹                |                          |
| 第4回 （2012年）  | 獎勵賞          | （）                                                     | 桂木たづみ                |                          |
| 第4回 （2012年）  | 獎勵賞          |                                                          | 啓都正光                  |                          |
| 第4回 （2012年）  | 期待賞          |                                                          | 浅城爪牙                  |                          |
| 第5回 （2013年）  | 優秀賞          | MURDER COMPLEX （ジンクスゲーム）                                      | アダチアタル              |                          |
| 第5回 （2013年）  | 優秀賞          | （）                                                     | 夜塚若紫 （有賀一善）     |                          |
| 第5回 （2013年）  | 獎勵賞          | （）                                                     | 天乃聖樹                  |                          |
| 第5回 （2013年）  | 獎勵賞          | （）                                                     | 稲波翔                    |                          |
| 第5回 （2013年）  | 獎勵賞          | （）                                                     | おつかい （霜野おつかい） |                          |
| 第5回 （2013年）  | 獎勵賞          | （神諭學園的超越者）                                     | 秋堂カオル                | 青文出版社代理           |
| 第5回 （2013年）  | 獎勵賞          |                                                          | 数原文                    |                          |
| 第6屆 （2014年）  | 優秀賞          | （）                                                     |                           |                          |
| 第6屆 （2014年）  | 優秀賞          | （少年給魔師與戀愛少女）                                 | （）                      | 青文出版社代理           |
| 第6屆 （2014年）  | 優秀賞          | （）                                                     | （）                      |                          |
| 第6屆 （2014年）  | 優秀賞          | （神樂劍舞的空中神域）                                   |                           | 青文出版社代理           |
| 第6屆 （2014年）  | 獎勵賞          | （）                                                     |                           |                          |
| 第6屆 （2014年）  | 獎勵賞          | （）                                                     |                           |                          |
| 第6屆 （2014年）  | 獎勵賞          |                                                          |                           |                          |
| 第6屆 （2014年）  | 獎勵賞          | Time Travel to Smile （未来／珈琲 彼女の恋。）                                | （）                      |                          |
| 第7屆 （2015年）  | 優秀賞          | （違逆常規的反叛者）                                     | （）                      | 青文出版社代理           |
| 第7屆 （2015年）  | 優秀賞          | （）                                                     | （）                      |                          |
| 第7屆 （2015年）  | 優秀賞          |                                                          |                           |                          |
| 第7屆 （2015年）  | 獎勵賞          |                                                          |                           |                          |
| 第7屆 （2015年）  | 獎勵賞          | （）                                                     |                           |                          |
| 第7屆 （2015年）  | 獎勵賞          | （）                                                     |                           |                          |
| 第7屆 （2015年）  | 獎勵賞          | （）                                                     |                           |                          |
| 第8屆 （2016年）  | 優秀賞          |                                                          |                           |                          |
| 第8屆 （2016年）  | 優秀賞          | （比方說，這是個出身魔王關附近的少年在新手村生活的故事） |                           | 東立出版社代理           |
| 第8屆 （2016年）  | 優秀賞          |                                                          | （）                      |                          |
| 第8屆 （2016年）  | 獎勵賞          | （）                                                     |                           |                          |
| 第8屆 （2016年）  | 獎勵賞          | Bright Blood （暴血覚醒《ブライト・ブラッド》）                                        |                           |                          |
| 第8屆 （2016年）  | 獎勵賞          | （）                                                     |                           |                          |
| 第8屆 （2016年）  | 獎勵賞          |                                                          |                           |                          |
| 第11屆 （2019年） | 大賞            | （處刑少女的生存之道 ─然後，她將甦醒─）                  |                           | 青文出版社代理           |
| 第11屆 （2019年） | 優秀賞          | 家裡蹲吸血姬的鬱悶                                       |                           | 尖端出版社代理           |
| 第11屆 （2019年） | 獎勵賞          | （）                                                     |                           |                          |
| 第11屆 （2019年） | 獎勵賞          | （）                                                     | （）                      |                          |
| 第11屆 （2019年） | 獎勵賞          | （）                                                     |                           |                          |
| 第11屆 （2019年） | 獎勵賞          |                                                          |                           |                          |
| 第11屆 （2019年） | 獎勵賞          | （）                                                     |                           |                          |
| 第12屆 （2020年） | 金賞            |                                                          |                           |                          |
| 第12屆 （2020年） | 金賞            |                                                          |                           |                          |
| 第12屆 （2020年） | 銀賞            |                                                          |                           |                          |
| 第12屆 （2020年） | 銀賞            | （）                                                     |                           |                          |
| 第12屆 （2020年） | 銀賞            | （）                                                     |                           |                          |
| 第12屆 （2020年） | 銀賞            | （）                                                     |                           |                          |
| 第13屆 （2021年） | 金賞            | （）                                                     |                           |                          |
| 第13屆 （2021年） | 金賞            | （）                                                     |                           |                          |
| 第13屆 （2021年） | GANGAN GA特別賞 | （）                                                     |                           |                          |
| 第13屆 （2021年） | 銀賞            | （）                                                     | （）                      |                          |
| 第13屆 （2021年） | 銀賞            |                                                          |                           |                          |
| 第13屆 （2021年） | 銀賞            | （）                                                     |                           |                          |

## GA文庫主題大賞

### 得獎作品
斜字為未出版，（）内為出版書名，系列作有不同副標題時以獲獎作標題爲準。未有中文書名以日文原名表示。
| 回數             | 回數 | 獎項   | 標題 （出版時標題） | 作者 （出版時筆名） | 其他 |
| ---------------- | ---- | ------ | ------------------- | ------------------- | ---- |
| 第1回 （2009年） | 前期 | 期待賞 |                     | 望月裕記            |      |
| 第1回 （2009年） | 前期 | 期待賞 | 川辺顕治            |                     |      |
| 第1回 （2009年） | 前期 | 期待賞 | 雨夜静流            |                     |      |
| 第1回 （2009年） | 前期 | 期待賞 | 葦谷歩              |                     |      |
| 第1回 （2009年） | 後期 | 期待賞 |                     | 土谷兼              |      |
| 第1回 （2009年） | 後期 | 期待賞 | とり                |                     |      |
| 第1回 （2009年） | 後期 | 期待賞 | 山田山一            |                     |      |

## 外部連結
- GA文庫大賞・GA文庫テーマ大賞（页面存档备份，存于）